# Кастильо Моралес, Хуан
Хуан Кастильо Моралес (исп. Juan Castillo Morales; 1918—1938), также известный как Хуан Солдат (Juan Soldado) — рядовой мексиканской армии, в 1938 году казненный за изнасилование маленькой девочки. В настоящее время в некоторых районах США и Мексики неофициально почитается в качестве святого — покровителя нелегальных мигрантов.

## Биография
О жизни Кастильо в настоящее время сохранилось довольно мало сведений. Известно, что он происходил из штата Халиско и служил в армии рядовым. В 1938 году ему было предъявлено обвинение в изнасиловании и убийстве 8-летней Ольги Камачо Мартинес, которая исчезла 13 февраля того же года и чьё обезглавленное тело было вскоре найдено. Отец девочки, по некоторым данным, был вовлечён в трудовой спор, возникший в связи с закрытием местного казино президентом Ласаро Карденасом.
Кастильо был арестован и предположительно сознался в преступлении; другие источники утверждают, что он отказался признавать свою вину. 17 февраля 1938 года по приговору военного трибунала Кастильо был признан виновным и казнён в городе Тихуана. Он был захоронен прямо на месте казни.

## Возникновение культа
Вскоре после смерти Хуана среди населения начало распространяться убеждение в его невиновности, а настоящим преступником считали высокопоставленного офицера Джесси Кардозу, который подставил Кастильо с целью избежать наказания.
Также появились сообщения о чудесах, происходящих на могиле солдата: люди утверждали, что слышат различные голоса, а также заявляли о свежей крови, вытекающей из могилы. На городском кладбище Пуэрта-Бланка в Тихуане было установлено несколько часовен в честь Хуана Сольдадо.
Согласно верованиям местных жителей, святой помогает нелегальным мигрантам, планирующим пересечь американо-мексиканскую границу, людям с семейными проблемами, больным, а также торговцам людьми.
Данный культ получил распространение не только на территории Мексики, но и в районах США, где проживают представители мексиканской диаспоры — в частности, в Калифорнии и Аризоне. Верующие открывают собственные небольшие магазины, где продают свечи, открытки и другие предметы, связанные с культом.